# 林农
林农（1918年—2002年7月21日），原名粟多泽，男，四川南充人，中国电影导演，原东北电影制片厂导演。代表作为电影《甲午风云》。